# Letteratura di viaggio

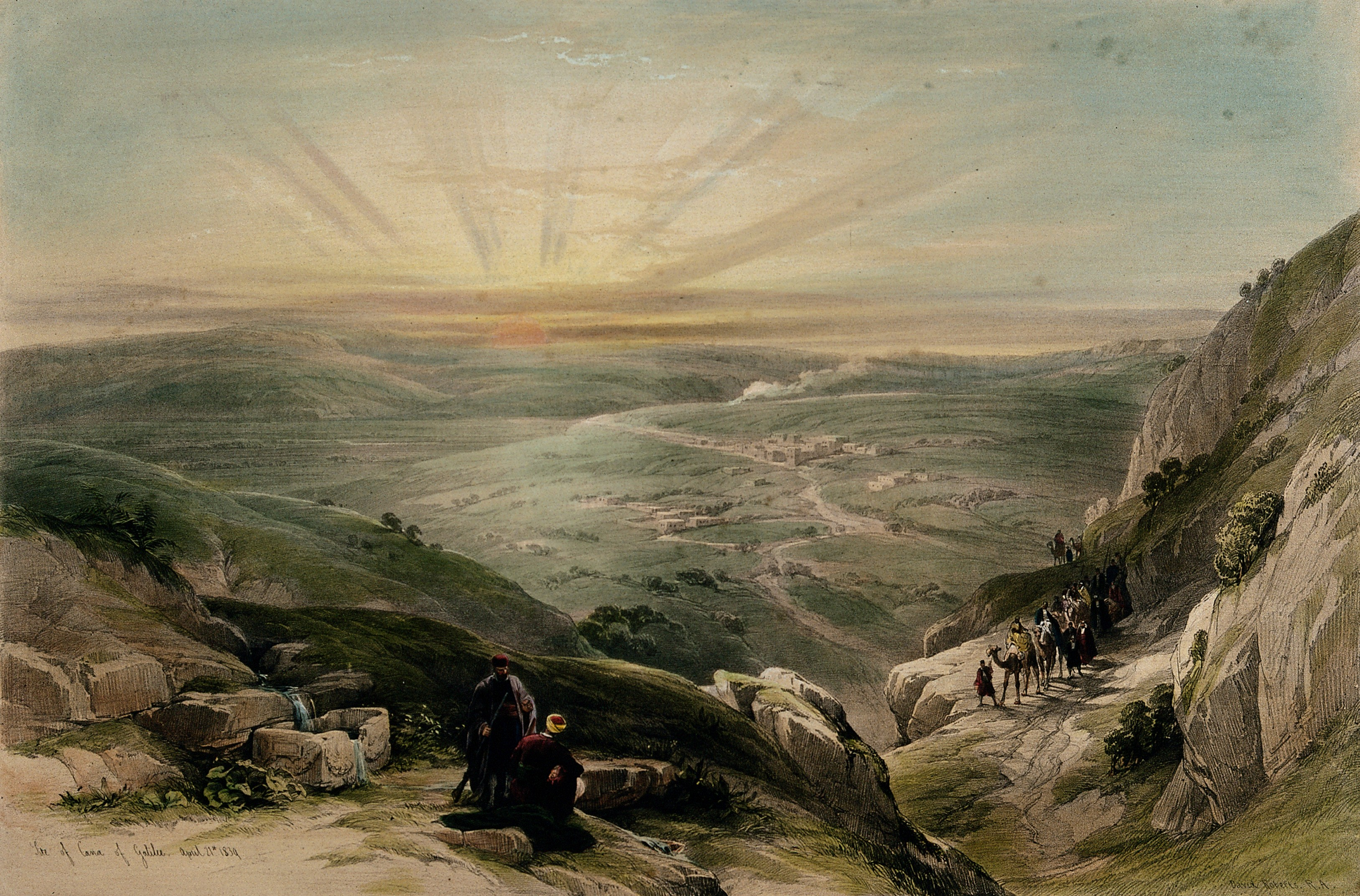
Cana in una litografia di Louis Haghe per The Holy Land, Syria, Idumea, Arabia, Egypt, and Nubia (1842-1849), resoconto dei viaggi di David Roberts

La letteratura di viaggio è un genere letterario che si occupa del viaggio, delle motivazioni e dei processi del viaggiare. Generalmente si riferisce all'atto di spostarsi da un luogo all'altro compiendo un certo percorso.
È detta anche narrativa di viaggio o letteratura odeporica (dal greco ὁδοιπορικός, da viaggio). Illustra le persone, gli eventi, ciò che vede l'autore che si trova in un paese straniero o un luogo inconsueto; può anche avere la forma del cosiddetto diario di viaggio. Non è necessariamente un resoconto di ciò che prova l'autore-viaggiatore alla vista di nuovi territori o all'incontro con nuove culture; si tende infatti a rintracciare una certa oggettività nei resoconti di viaggio settecenteschi, epoca razionale, cosmopolita e antropocentrica, e una maggiore emotività e soggettività del viaggiatore nel periodo del romanticismo, dei moti dell'animo.
I prodotti estremamente eterogenei di tale genere letterario consistono sostanzialmente in testi o narrazioni dotati di aspirazioni, dignità e spessore artistico e narrativo, e che hanno per oggetto una o più esperienze di viaggio realmente vissute dall'autore, e variamente motivate: dalla ricerca del puro piacere di viaggio, all'esperienza dello spirito di esplorazione, o ricerca scientifica, fino a scopi e utilità del tipo più diverso, incluse le finalità più pratiche.
Raramente si riferisce a uno spostamento immaginario od onirico, o a un itinerario fantastico come quello dell'allucinazione dovuta all'effetto degli stupefacenti.

## Caratteri generali
Pur non potendo darsi dei criteri sicuri che permettano di delimitare il genere in confini rigorosamente fissati, la definizione di "letteratura di viaggio" è di regola associata a opere il cui sviluppo corrisponde interamente a narrazioni di viaggio, tendendosi quindi ad escludere tale caratterizzazione in quelle creazioni la cui articolazione è solo parzialmente interessata da quelle particolari esperienze.
Per essere classificabile come letteratura deve ovviamente avere il già citato spessore artistico e narrativa, morali e valori, al di là della semplice registrazione di date ed eventi, come possono essere altri generi diaristici, ad esempio il diario di bordo; può parlare di avventura, esplorazione o scoperta, ma anche essere a tema bucolico o paesaggistico, e in questo genere possono talvolta ricadere reportage turistici e giornalistici.
La trattazione letteraria contiene descrizioni e notizie sugli aspetti sociali e storico-culturali dei luoghi visitati e delle genti incontrate, variamente selezionati, filtrati, con considerazioni e osservazioni che possono spaziare fino ad aspetti di natura antropologica. Dal filo narrativo di tale esperienza possono scaturire intrecci e sviluppi dal sapore più marcatamente letterario e romanzesco.

### Guide turistiche
Sulla base della definizione approssimativa, rimane ad esempio escluso dall'alveo della "letteratura di viaggio", per diversi ordini di motivi e salvo casi particolari, il diffuso genere delle guide turistiche. In tali prodotti, infatti, è in genere del tutto assente, o assume rilievo scarsissimo, lo sviluppo dell'esperienza soggettiva del viaggiatore. Manca poi l'altro elemento fondamentale, quello del valore artistico e letterario, che, per esplicita scelta di autori ed editori di tali prodotti, è normalmente al di fuori degli obiettivi e degli intenti della scrittura di guide di viaggio.

## Storia
Racconti di terre lontane erano già comuni nella storiografia greca e latina, ma la loro origine erano i racconti di mercanti e marinai, che spesso arricchivano le loro storie con notizie bizzarre e poco realistiche. Il primo vero e proprio reportage di viaggio è probabilmente Il Milione, che Marco Polo dettò a Rustichello da Pisa intorno al 1300, descrivendo il suo lungo viaggio e soggiorno nella Cina dei Mongoli, alla corte di Kublai Khan. In verità il Milione è stato preceduto almeno da altre due narrazioni (forse anche più affidabili per quanto meno estese) di viaggi nell'Asia profonda: l'Historia Mongalorum di Giovanni da Pian del Carpinee l'Itinerarium di Guglielmo di Rubruck, entrambi francescani che compirono missioni informative e diplomatiche nel regno dei Mongoli, raggiungendo la capitale Karakorum, rispettivamente nel 1245-1247 e nel 1253-1255.
Uno dei primi esempi di reportage di viaggio scritti per amore del viaggio stesso è senza dubbio la lettera in cui Francesco Petrarca raccontò all'amico Francesco Dionigi della sua scalata del Monte Ventoso nel 1336, oggi considerato il primo esempio di alpinismo, in quanto la scalata non aveva fine pratico; anzi, Petrarca dichiara di averlo voluto scalare solo per ammirare il panorama dalla sua cima e accusa i suoi compagni che lo aspettano più in basso di frigida incuriositas ("fredda carenza di curiosità"): descrivendo l'ascesa questa diventa un'allegoria della sua elevazione morale.
Michault Taillevent, poeta presso il duca di Borgogna, viaggiò attraverso il Giura nel 1430 e lasciò scritti delle sue riflessioni personali, la sua reazione inorridita alla vista delle rocce aguzze e delle fragorose cascate dei ruscelli di montagna. Antoine de la Sale, autore di Petit Jehan de Saintre, scalò il cratere di Vulcano nelle Isole Eolie nel 1407, per "una follia di gioventù", e scrisse le sue impressioni. Nel 1589 Richard Hakluyt pubblicò Voyages, un testo che segna il vero e proprio inizio del genere.
In seguito il genere ebbe un successo sempre maggiore, anche grazie al Grand Tour, il viaggio in altri Paesi d'Europa (spesso in Italia) per vedere l'arte e l'architettura del passato, che tutti i nobili dovevano intraprendere per essere accolti nell'alta società. Tra i grandi modelli è il Viaggio in Italia di Johann Wolfgang von Goethe, edito nel 1817.
Un singolare autore di reportage di viaggi fu lo spagnolo Ali Bey al-Abbasi, che tra il 1803 e il 1807 esplorò e descrisse il Marocco, Tripoli, Cipro, l'Egitto, l'Arabia, la Siria (che comprendeva Israele, Libano, Giordania e Palestina) e la Turchia tra il 1803 e il 1807. Ali Bey arrivò fino alla Mecca fingendosi musulmano.
Nel diciannovesimo secolo, Robert Louis Stevenson si distinse per i suoi numerosi resoconti di viaggi, descritti con ottimo spirito d'osservazione e arguto umorismo; in uno stile ancora più umoristico saranno alla fine del secolo i romanzi di Jerome Klapka Jerome (Tre uomini a zonzo, Tre uomini in barca (per tacere del cane)).

## Autori contemporanei
Tra gli autori anglosassoni gli statunitensi Bill Bryson, Paul Theroux, William Least Heat-Moon, il gallese Jan Morris, gli inglesi Bruce Chatwin, Eric Newby, Wilfred Thesiger, Lawrence Osborne e Colin Thubron, anche se Morris è noto come storico e Theroux come narratore; ma colui che più di ogni altro ha posto il viaggio al centro della propria produzione artistica è stato senza dubbio Jack Kerouac (Sulla strada).
Tra gli italiani l'umoristico Beppe Severgnini (Italiani con valigia, Un italiano in America, Manuale dell'imperfetto viaggiatore), lo scalatore Walter Bonatti e i numerosi autori del genere, molti dei quali nascono dal giornalismo, come Tiziano Terzani (La porta proibita, Un indovino mi disse, In Asia, Un altro giro di giostra), Guido Piovene (De America, Viaggio in Italia), Sergio Ramazzotti (Vado verso il Capo), Giorgio Bettinelli (In Vespa: Da Roma a Saigon, Brum Brum: 254.000 chilometri in Vespa), Matteo Pennacchi (Il Grande Sogno), Paolo Rumiz (L'Italia in seconda classe, La leggenda dei monti naviganti, È Oriente) e Paolo Coluzzi (Dall'Indonesia alla Cina: In Autobus, Treno e Nave dall'Isola di Bali alla Grande Muraglia).

## Racconti di viaggi immaginari
A testimonianza che il racconto di un viaggio è sempre stato un argomento affascinante per autori di epoche molto diverse, è possibile citare come affini al genere anche resoconti di viaggi immaginari; l'Odissea di Omero, il viaggio allegorico di Dante Alighieri nella Divina Commedia, il Viaggio in Occidente di Wú Chéng'ēn, il Candido di Voltaire, I viaggi di Gulliver di Jonathan Swift.